# 伝説の鍛冶屋さん
『伝説の鍛冶屋さん』（でんせつのかじやさん）は、三宅大志による日本の4コマ漫画。『まんがタイムきらら』（芳文社）にて2003年11月号から隔月で連載されていたが、2005年9月号の第9回を最後に休載、『ドラゴンエイジピュア』『ドラゴンエイジ』にて掲載された『クリムゾングレイヴ』のスピンオフという形で掲載された。本稿では『クリムゾングレイヴ』についても記載する。

## 登場人物
ノエル・ノル・ノーラ
本作のメインヒロインだが、見た目は小さな女の子。普段は無愛想な表情だが、笑うと凄く可愛い。世界を旅行している父の鍛冶屋を任されており、「伝説の鍛冶屋」と言われるほど腕の良い鍛冶職人。鉄の包丁で、ミスリルやオリハルコンさえも簡単に切る。作業は巨大な槌ひとつで行ってしまうほどの怪力で、その槌を駆使した格闘技も強い。
ティス・ティベリス
ノエルの鍛冶屋を手伝うハーフエルフの娘。街に出てきて騒動に巻き込まれた所をノエルに助けて貰ってから、ノエルを溺愛し、危ない妄想をノエルに対して持っている。ノエルが他の人に優しくしたり、笑顔を見せると激しく嫉妬してしまう。スカートの中に武器等色々入れている。魔法が使える。
シャリル・シャルル
ノエルのお姉さん的幼馴染で、冒険屋。ノエルの弱みを知っていて時々からかっている。冒険者としての腕は並だが、本人に自覚は無いが頭のアホ毛をサーチアンテナとして使った探索能力に優れているので、幾多の冒険者から誘いを受ける売れっ子。当初はノーマルな性癖であったが、ある時突然ノエルの可愛さに目覚める。ノエルのことを「ノエ坊」と呼ぶ。
ロイ
ノエルが「ロイ兄(にい)」と呼んで憧れている冒険者。普段沈着冷静なノエルもロイの前ではかなり不器用になり、鍛冶の腕前も極度に落ちる。だがその反動でロイが帰った後はやたらノエルに気合が入ってしまう。ノエルの事を「ノエちゃん」と呼ぶ。

### クリムゾングレイヴより登場
アッシュ・グレイヴ
『クリムゾングレイヴ』の主人公。ミリムと共に旅をしている元神で、ミリムと共に鍛冶屋でバイトをしている。
ミリム・イクサス
『クリムゾングレイヴ』のヒロイン。旅の資金が無くなりかけたので、ノエルの鍛冶屋でアルバイトをしている。ティスに色々と恥ずかしい格好をさせられてしまっている。

## 書誌情報
コミックスは『クリムゾングレイヴ』のみで『伝説の鍛冶屋さん』を巻末に収録している。
- 富士見書房コミックドラゴンJr - 全7巻
  1. ISBN 978-4-04-712493-6、2007年5月
  2. ISBN 978-4-04-712527-8、2008年1月 - 伝説の鍛冶屋さん本編、番外編収録
  3. ISBN 978-4-04-712542-1、2008年4月 - 伝説の鍛冶屋さん本編、番外編収録
  4. ISBN 978-4-04-712576-6、2008年11月 - 伝説の鍛冶屋さん本編、番外編収録
  5. ISBN 978-4-04-712608-4、2009年6月 - 伝説の鍛冶屋さん本編、番外編、きらら掲載分収録
  6. ISBN 978-4-04-712625-1、2009年9月 - 伝説の鍛冶屋さん本編、番外編、きらら掲載分収録
  7. ISBN 978-4-04-712634-3、2009年11月 - 伝説の鍛冶屋さん本編、番外編、きらら掲載分収録
- 一迅社REXコミックス - 新装版全4巻
  1. ISBN 978-4-7580-6373-9、2013年4月
  2. ISBN 978-4-7580-6380-7、2013年5月
  3. ISBN 978-4-7580-6388-3、2013年6月
  4. ISBN 978-4-7580-6396-8、2013年7月